# This World and Other Unearthly Things
This World and other Unearthly Things  è il sesto lavoro discografico prodotto da  Fabius Constable & Celtic Harp Orchestra pubblicato da Ignorelands Label nel 2017.  Chiude la trilogia iniziata con Three Letters to the Moon.

## Tracce
1. Tango XIX
2. Amore e Psiche
3. For Your Storms
4. Tiquie River
5. Keltango #2
6. A Waltz for Charlotte
7. How to ride a Dragon
8. Disappear
9. Museo degli Automi
10. Sick Tuned
11. Gateway
12. Stars shine in the Dark
13. Suite SIdéral #3

## Musicisti
Fabius Constable - harps, piano, accordion, bamboo flute, sounds
Donatella Bortone – lead vocals
Sabrina Noseda – celtic harp, vocals, production assistant
Maria Assunta Romeo – llanera harp, lead harp on track 10
Irina Solinas - cello
Erica Pagani – celtic harp, vocals
Davide Negretti – celtic harp
Antonella D'Apote - celtic harp
Daniela Morittu - celtic harp
Chiara Vincenzi - celtic harp
Ivano Sistu - celtic harp
Danilo Marzorati - celtic harp
Marco Pagani - celtic harp, harp engineering
Maricla Ronda - celtic harp
Angela Ronchi - celtic harp
Kotoe Tanuma - celtic harp
Margherita Tremolada - celtic harp
Vanessa Degani - celtic harp
Sofia Wenk - celtic harp
Federica Maestri - celtic harp, flute
Francesca Bazzurini - celtic harp, production assistant
Emrys Constable - celtic harp
Arthur Constable - celtic harp
Maria Vettigli – vocals
Lucia Amelia Emmanueli - vocals
Filippo Pedretti – violin
Riccardo Tabbì – percussions
Francesco Romeo – guitar
Andrea Mor – double bass
Massimo Cerra - oboe